# Complete Control
«Complete Control» — пісня гурту The Clash, випущена 1977 року. Вийшла в дебютному альбомі гурту, а також як сингл. Ця пісня потрапила до списку 500 найкращих пісень усіх часів за версією журналу Rolling Stone.

## Чарти
| Чарт (1977)                               | Найвища позиція |
| ----------------------------------------- | --------------- |
| Велика Британія (Official Charts Company) | 28              |

- фрагмент пісніⓘ